# Arthur Jafa
Arthur Jafa, egentligen Arthur Jafa Fielder, född 1960 i Tupelo i Mississippi i USA, är en amerikansk videokonstnär och filmare.
Arthur Jafa studerade arkitektur och filmvetenskap på Howard University i Washington D.C..
Han arbetar i sina verk med afrikansk-amerikansk visuell kultur. Han har också gjort musikvideor till Beyoncé, Solange och Jay-Z.
Videoessän på sju minuter Love Is the Message, The Message Is Death  har köpts in av bland andra Metropolitan Museum of Art i New York, Museum of Contemporary Art i Los Angeles och High Museum of Art i Atlanta. Mot bakgrunden av Kanye Wests sång Ultralight Beam presenterar filmen en serie bilder och videosnuttar som visar olikartade upplevelser av svarta amerikaner under historiens gång. Bland annat ingår många videoklipp om polisvåld och om medborgarrättsrörelsen, vilka dubbelexponeras mot klipp om svart konstnärskap, popkultur och kreativitet.
Arthur Jafa fick Guldlejonet för bästa verk i den internationella utställningen på den 58:e konstbiennalen i Venedig 2019 för filmen The white album..